# Буданин, Павел Иванович
Павел Иванович Буданин (род. 3 ноября 1930, деревня Белово, Нижегородский край, РСФСР, СССР — 4 марта 1998, деревня Белово, Чкаловский район, Нижегородская область, Российская Федерация) — бригадир колхоза «Авангард» Чкаловского района (колхоз им. И. И. Разумовского). Герой Социалистического труда. Секретарь партийной организации в колхозе им. И. И. Разумовского Чкаловского района.

## Биография
Буданин Павел Иванович родился 3 ноября 1930 года в деревне Белово Нижегородского края в семье крестьянина. В 1942 году окончил начальную школу в деревне Кузьмино Чкаловского района, а в 1948 году — 8 классов Катунской средней школы Чкаловского района, позднее экстерном в Катунках же окончил среднюю школу. Трудовой путь Павла Ивановича Буданина начался рано, семья жила без отца, погибшего на фронте.
С 1951 по 1955 год Павел Иванович служил в рядах Советской Армии. После демобилизации стал жить в деревне Котельницы Чкаловского района и работать плотником в колхозе «Авангард» (позднее переименован в колхоз им. И. И. Разумовского).
В 1963 году вступил в члены КПСС, стал работать в этом же колхозе в полеводческой бригаде, сначала помощником бригадира, а затем и бригадиром.
Указом Президиума Верховного Совета СССР от 8 апреля 1971 года за выдающиеся успехи, достигнутые в развитии сельскохозяйственного производства и выполнении пятилетнего плана продажи государству продуктов земледелия и животноводства Буданину Павлу Ивановичу было присвоено звание Героя Социалистического Труда с вручением ордена Ленина и золотой медали «Серп и Молот».
За большие трудовые заслуги Павел Иванович Буданин был награждён также орденом Октябрьской Революции (1973 год) и юбилейной медалью «За доблестный труд. В ознаменование 100-летия со дня рождения Владимира Ильича Ленина».
С 1978 года работал секретарём партийной организации в колхозе им. И. И. Разумовского Чкаловского района.
Умер 4 марта 1998 года. Похоронен в деревне Крутячево Чкаловского района Нижегородской области.